# Internationaler Christlicher Esperanto-Bund

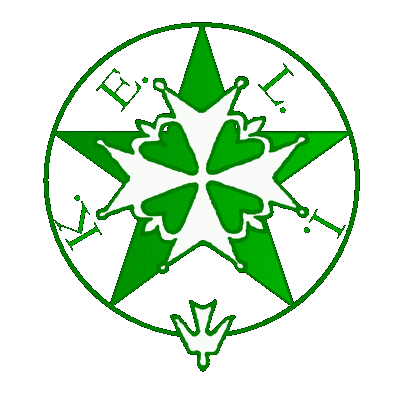

Der Internationale Christliche Esperanto-Bund (esperanto:  Kristana Esperantista Ligo Internacia, kurz KELI) ist eine weltweite Organisation Esperanto-sprechender Christen, die mehrheitlich den evangelischen Kirchen angehören.
Der Verein wurde 1911 in Antwerpen gegründet. Mitglieder von KELI sind u. a. Lutheraner, Anglikaner, Reformierte, Unierte, Freikirchler, Remonstranten, aber auch Katholiken und Orthodoxe. Allerdings haben Esperanto-sprechende Katholiken mit der Internationalen Katholischen Esperanto-Vereinigung IKUE einen eigenen Verband.

## Ziele
KELI möchte mit Esperanto als neutraler, leicht erlernbarer Zweitsprache Christen aus aller Welt und aus allen Konfessionen zusammenführen.

## Aktivitäten
KELI arbeitet eng mit seiner katholischen Schwesterorganisation IKUE zusammen. Die wichtigsten Aktivitäten sind:
- Herausgabe der Zeitschrift „Dia Regno“ („Reich Gottes“). Die Zeitschrift wurde bereits 1908 von Paul Hübner (1881–1970), einem Ingenieur aus Mülheim am Rhein, gegründet und erscheint heute 6-mal jährlich.
- Angebot von Gottesdiensten im Rahmen von Esperanto-Treffen sowie seit 2020 auch von internationalen Online-Gottesdiensten
- Organisation eines jährlichen Kongresses (seit 1948; seit 1968 wird gewöhnlich jeder zweite dieser Kongresse gemeinsam mit IKUE als Ökumenischer Esperanto-Kongress veranstaltet).
- Organisation von Ökumenischen Esperanto-Jugendzeltlagern (mit IKUE, u. a. gelegentlich auch in Taizé im Burgund)
- Herausgabe von religiöser Literatur in Esperanto, u. a. des 1.472-seitigen Gesang- und Gebetbuchs „ADORU“ 2001 (mit IKUE)

## KELI in Deutschland
Der Deutsche Landesverband von KELI wurde 1958 unter dem Namen „Ökumenische Esperanto-Liga e.V.“ gegründet. Mit „Ökumene“ war dabei vor allem die innerevangelische Ökumene gemeint.
Seit Juni 2006 heißt der Landesverband „Esperanto-Liga für Christen in Deutschland e.V.“; maßgebend für die Umbenennung war u. a. der Wunsch, im Programm der Deutschen Evangelischen Kirchentage (Markt der Möglichkeiten) leichter auffindbar zu sein.